# Lancelot Edgar Connop Mervyn Perowne
Lancelot Edgar Connop Mervyn Perowne, britanski general, * 1902, † 1982.
Bil je prvi polkovnik Gurkha inženircev in pozneje poveljnik Brigade Gurkov.
Po njem so poimenovali Vojašnico Perowne.